# Орзомарзо
Орзомарзо (итал. Orsomarso) је насеље у Италији у округу Козенца, региону Калабрија.
Према процени из 2011. у насељу је живело 931 становника. Насеље се налази на надморској висини од 128 м.

## Становништво
Према резултатима пописа становништва 2011. у општини је живело 1.338 становника.
| 1931. | 1936. | 1951. | 1961. | 1971. | 1981. | 1991. | 2001. | 2011. |
| ----- | ----- | ----- | ----- | ----- | ----- | ----- | ----- | ----- |
| 2.244 | 2.735 | 3.276 | 2.872 | 2.230 | 1.993 | 1.780 | 1.498 | 1.338 |